# Manila, Utah
Manila är administrativ huvudort i Daggett County i Utah. Countyt grundades år 1918 och Manila utsågs till dess huvudort. Ortens historia sträcker sig till år 1898 och valet av ortnamn inspirerades av George Deweys seger i slaget vid Manilabukten.